# Giovanni Battista Ramenghi

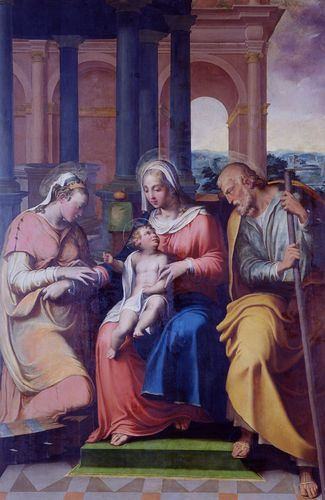
Desposorios místicos de Santa Catalina

Giovanni Battita Ramenghi (Bolonia, 1521 - Bolonia, 1601), también conocido como Bagnacavallo el Joven, fue un pintor manierista italiano.

## Biografía

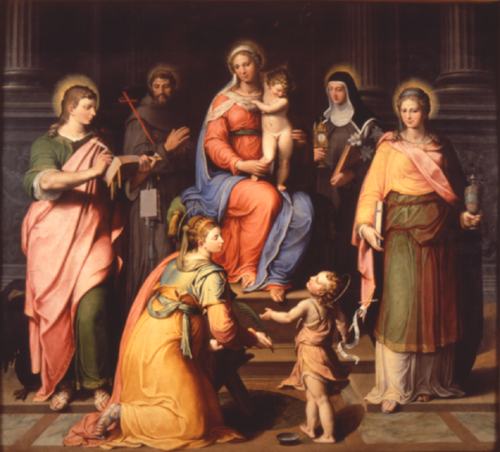
Virgen entronizada con santos

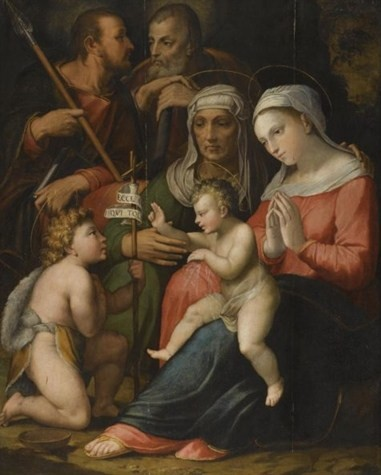
Sagrada Familia con Santa Ana y San Juanito

Hijo del también pintor Bartolomeo Ramenghi, il Bagnacavallo, se formó junto a su padre. Acompañó a Primaticcio en su viaje a Francia, donde residió algún tiempo. Su estilo estuvo a partir de entonces muy marcado por el de la Escuela de Fontainebleau.
Ramenghi representó en su tiempo a la facción más conservadora de la Escuela boloñesa, todavía anclada en los postulados post-rafaelescos cuando ya surgían nuevos impulsos dentro del panorama pictórico. Dentro de la misma Bolonia comenzaba a despuntar el joven Annibale Carracci, que llevaría nuevos tiempos de gloria artística a su ciudad. Mientras, Bagnacavallo el Joven se limitó a adaptarse a las exigencias del movimiento contrarreformista, que impuso serias restricciones a la libertad artística en la Italia de fines del siglo XVI (véase contramanierismo).

## Obras destacadas
- Desposorios místicos de Santa Catalina (1543-46, Pinacoteca Nacional de Bolonia)
- Virgen entronizada con santos (1563, Pinacoteca Nacional de Bolonia)
- Pentecostés con los santos Petronio y Gregorio Magno (1567, Pinacoteca Comunale di Faenza)
- Martirio de San Anacleto (San Antonio Abate, Bolonia)